# Marlee Matlinová
Marlee Beth Matlinová (* 24. srpna 1965, Morton Grove, Illinois, USA) je americká herečka a filantropka. V dětství přišla o sluch, a když v roce 1986 vyhrála Oscara pro nejlepší herečku v hlavní roli, stala je dosud jedinou neslyšící herečkou, která toto ocenění získala.
V roce 2009 vydala svoji autobiografii I'll Scream Later, kde popisuje svoji drogovou závislost i vztah s hercem Williamem Hurtem, který ji měl psychicky týrat.

## Život
Narodila se jako třetí dítě Donovi a Libby Matlinovým. V osmnácti měsících zcela ohluchla na pravé ucho a částečně i na levé. Důvodem pravděpodobně mohlo být genetické poškození hlemýždě. Její rodina vyznává reformní judaismus.
Její postižení ji však ani v dětství neodradilo od její velké lásky – herectví. V dětském divadelním souboru hrála jako sedmiletá Dorotku v Čaroději ze země Oz. Účinkovala i v Mary Poppins. Její hluchota ji nikdy nesvazovala. Chodila do běžné školy, absolvovala státní školu John Hersey High School a poté nastoupila na Harper College.
Po škole se opět vrátila do divadla. Její první rolí v dospělosti byla vedlejší role neslyšící Lydie v dramatu Bohem zapomenuté děti. Při tomto představení si jí všimla režisérka Randa Hainesová, která ji poprvé postavila před kameru do filmového zpracování této hry. Tentokrát zazářila už v roli Sarah Norman. Její filmový partner William Hurt se na nějakou dobu stal i jejím partnerem životním. Díky roli Sáry získala nejen Zlatý glóbus a Oscara, ale přes noc se stala hvězdou.
Následovaly slabší snímky (Walker, 1988; Linguini Incident, 1992). Sama sebe si v krátkém vstupu zahrála ve snímku Hráč (1992). Až film Neslyším zlo (1993) jí opět přinesl zajímavější hlavní roli. Více příležitostí jí poskytla televize. Seriál Picket Fences znamenal dokonce nominaci na cenu Emmy. Objevila se v Seinfieldovi i Měsíčním svitu.
V době účinkování v seriálu z kriminálního prostředí Reasonable Doubts po boku Marka Harmona, se 29. srpna 1993 provdala za policejního důstojníka Kevina Grandalského. Mají spolu čtyři děti - Sarah (*1996), Brandona (*2000), Tylera (*2002), a Isabelle (*2003). Pracuje rovněž jako mluvčí několika charitativních organizací.

## Filmografie

### Film
| Rok  | Název                                  | Role              | Poznámky                                  |
| ---- | -------------------------------------- | ----------------- | ----------------------------------------- |
| 1986 | Bohem zapomenuté děti                  | Sarah Norman      | Oscara pro nejlepší herečku v hlavní roli |
| 1987 | Walker                                 | Ellen Martin      |                                           |
| 1991 | Velká sázka                            | Jeanette          |                                           |
| 1991 | Muž se zlatou maskou                   | María             |                                           |
| 1991 | Grand Canyon                           | matka             |                                           |
| 1993 | Neslyším zlo                           | Jillian Shanahan  |                                           |
| 1996 | Poslední večírek                       | Daphne Stark      |                                           |
| 1996 | Snitch                                 | Cindy             |                                           |
| 1999 | Stíny minulosti                        | Beth McDaniels    |                                           |
| 1999 | Falešná pravda                         | Jane Claire       |                                           |
| 1999 | Vražedné intriky                       | Katy Wesson       |                                           |
| 2001 | Askari                                 | Paula McKinley    |                                           |
| 2004 | What the Bleep Do We Know!?            | Amanda            |                                           |
| 2005 | Baby Einstein: Baby Wordsworth         | (hlas)            |                                           |
| 2006 | What the Bleep!?: Down the Rabbit Hole | Amanda            |                                           |
| 2007 | Baby Einstein: My First Signs          | instruktorka      | také producentka                          |
| 2012 | Excision                               | Amber             |                                           |
| 2013 | 4Closed                                | Ally Turner       |                                           |
| 2013 | No Ordinary Hero: The SuperDeafy Movie | Marlee Matlin     |                                           |
| 2014 | The One I Love                         | Diner Patron      |                                           |
| 2014 | Láska po anglicku                      | Cindy             |                                           |
| 2015 | Silent Knights                         | Charlotte Manning | také výkonná producentka                  |
| 2018 | Entangled                              | Dierdre           |                                           |
| 2021 | V rytmu srdce                          | Jackie Rossi      |                                           |

### Televize
| Rok        | Název                                          | Role                     | Poznámky                          |
| ---------- | ---------------------------------------------- | ------------------------ | --------------------------------- |
| 1988       | Sezame, otevři se                              | samu sebe                | 1 díl                             |
| 1989       | Bridge to Silence                              | Peggy Lawrence           | TV film                           |
| 1991–93    | Reasonable Doubts                              | Tess Kaufman             | 44 déů§                           |
| 1993       | Show Jerryho Seinfelda                         | Laura                    | díl: „The Lip Reader“             |
| 1993–96    | Picket Fences                                  | starostka Laurie Bay     | 13 dílů                           |
| 1994       | Adventures in Wonderland                       | April Hare               | díl: „The Sound and the Furry“    |
| 1994       | Proti své vůli: Skutečný příběh Carrie Buckové | Carrie Buck              | TV film                           |
| 1995       | Sweet Justice                                  | Brianna Holland          | díl: „Pledges“                    |
| 1995       | Krajní meze                                    | Jennifer Winter          | díl: „Poselství“                  |
| 1997       | Dead Silence                                   | Melanie Charrol          | TV film                           |
| 1997       | The Larry Sanders Show                         | samu sebe                | díl: „The Book“                   |
| 1997       | Všichni starostovi muži                        | Sarah Edelman            | díl: „Deaf Becomes Her“           |
| 1998       | The Puzzle Place                               | samu sebe                | díl 3.10                          |
| 1999       | Freak City                                     | Cassandra                | TV film                           |
| 1999       | Pohotovost                                     | SL instruktorka          | díl: „Bouře, první část“          |
| 1999       | Where the Truth Lies                           | Dana Sue Lacey           | TV film, také výkonná producentka |
| 1999       | Chicken Soup for the Soul                      | učitelka                 | díl: „The Perfect Dog“            |
| 1999       | Soudkyně Amy                                   | Eliza Spears             | díl: „An Impartial Bias“          |
| 2000–06    | Západní křídlo                                 | Joey Lucas               | 17 dílů                           |
| 2000       | Advokáti                                       | Sally Berg               | díl: „Life Sentence“              |
| 2001       | Gideon's Crossing                              | Lindsay Warren           | díl: „Orphans“                    |
| 2001       | Kiss My Act                                    | Casey                    | TV film                           |
| 2002–03    | Blue's Clues                                   | Marlee                   | 2 díly                            |
| 2003       | Strážkyně zákona                               | Ann Polton               | díl: „Testimonial“                |
| 2003       | Eddie's Million Dollar Cook-Off                |                          | TV film, také výkonná producentka |
| 2004–05    | Zákon a pořádek: Útvar pro zvláštní oběti      | Dr. Amy Solwey           | 2 díly                            |
| 2005       | Zoufalé manželky                               | Alisa Stevens            | díl: „Žádný důvod k oslavám“      |
| 2006       | Kriminálka New York                            | paní Mitchumová          | díl: „Tichá noc“                  |
| 2006       | Extreme Makeover: Home Edition                 | samu sebe                | díl: „The Vardon Family“          |
| 2006–07    | Jmenuju se Earl                                | Ruby Whitlow             | 3 díly                            |
| 2007–09    | Láska je Láska                                 | Jodi Lerner              | 29 dílů                           |
| 2008       | Dancing with the Stars                         | samu sebe                | 6 dílů                            |
| 2008       | Plastická chirurgie s. r. o.                   | Barbara Shapiro          | díl: „Magda & Jeff“               |
| 2008       | Sweet Nothing in My Ear                        | Laura Miller             | TV film                           |
| 2009       | Seth & Alex's Comedy Show                      | samu sebe                | krátkometrážní pořad              |
| 2011–12    | The Celebrity Apprentice                       | samu sebe                | 13 dílů                           |
| 2011       | Comedy Central Roast of Donald Trump           | samu sebe                | TV film                           |
| 2011       | Kriminálka Las Vegas                           | profesorka Julia Holden  | díl: „The Two Mrs. Grissoms“      |
| 2011–17    | Záměna                                         | Melody Bledsoe           | vedlejší role, 46 dílů            |
| 2012–dosud | Griffinovi                                     | Stella (hlas)            |                                   |
| 2014       | Glee                                           | samu sebe                | díl: „City of Angels“             |
| 2014       | Cosmos: A Spacetime Odyssey                    | Annie Jump Cannon (hlas) | díl: „Sisters of the Sun“         |
| 2017–19    | V zajetí kouzel                                | Harriet                  | 8 dílů                            |
| 2018       | Quantico                                       | Jocelyn Turner           | hlavní role, 13 dílů              |
| 2018–19    | This Close                                     | Annie                    | 4 díly                            |
| 2018       | Gone                                           | paní Finleyová           | díl: „Romans“                     |
| 2019       | Limetown                                       | Deirdre Wells            | 3 díly                            |